# Байдаченко Анастасія Геннадіївна
Байдаченко Настя — українська письменниця, рекламіст, співзасновник сучасного консалтингового центру O'Lab, Chief Transformation Officer razom communications, член правління Всеукраїнської рекламної коаліції.
Була старостою економічного факультету університету «Києво-Могилянська Академія», розробляла стратегію розвитку Києво-Могилянської Академії, за успіхи у навчанні двічі нагороджена стипендією Президента України, у 2001—2002 роках інтерн в Комітеті з питань національної безпеки і оборони Верховної Ради України.
15.07.2003 — прийшла в МакКенн на випробний термін медіа екзек'ютивом. Директор стартегічного медіа планування в рекламній агенції Universal McCann. Працювала на посаді медіадиректора у компанії ITCG. з 2009 року очолювала цифровий напрямок у медіаагентстві повного циклу AITI/Carat, що входить до групи Aegis Media/GMG. Березень 2011 — Настя Байдаченко стала директором із цифрових комунікацій Aegis Media/GMG.
Лауреат II премії видавництва «Смолоскип» за повість «День перед вічністю» у 2003 році (про бій під Крутами). Переможниця літературного конкурсу «любіть Україну» (2004)
Власні твори:
- Чужа кров Істор. (Повість 2004)
- День перед вічністю Істор. (Повість 2004)
- Данс Макабр. Танок смерті (Істор. роман 2005)
- Жан без Страху (Істор. роман 2006)
- Перший гріх Ізабелли: Історія одного інцесту (Повість 2006)
- Нічого особистого (Худ. роман 2010)
- Дама з покритою головою. Femme couverte (Роман 2018)[5]